# Grzegorz Lato
Pour les articles homonymes, voir Lato.

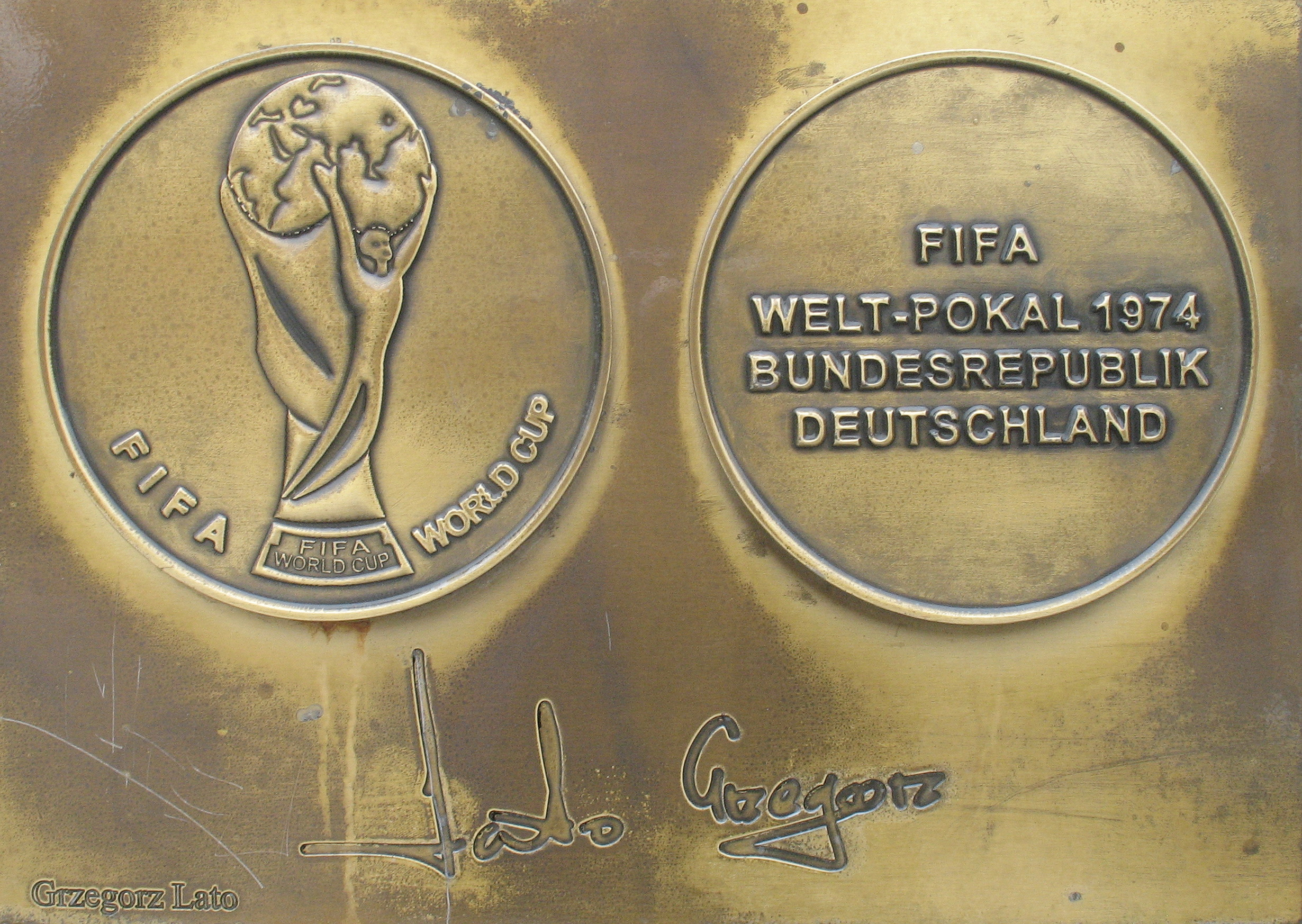
Médaille et autographe de Lato sur l'.

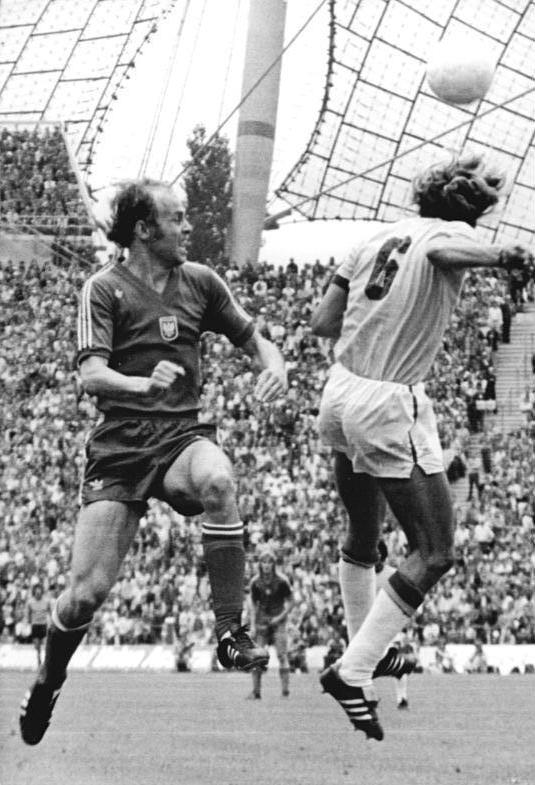
Lato en action contre le Brésilien Francisco Marinho (1982).

Grzegorz Bolesław Lato, né le 8 avril 1950 à Malbork, était un footballeur international polonais. Il a joué au poste d’attaquant pour l'équipe de Pologne et essentiellement le Stal Mielec. Il a été meilleur buteur de la Coupe du monde de 1974 avec sept réalisations. 
Le 30 octobre 2008, il est élu président de la Fédération polonaise de football (PZPN).

## Carrière de joueur

### En club
Grzegorz Lato passe l’essentiel de sa carrière au Stal Mielec, avec lequel il a gagné le titre de champion de Pologne en 1973 et 1976. Cette même année, il atteint les quarts de finale de la Coupe UEFA. D'un point de vue personnel, Lato termine les saisons 1972-1973 et 1974-1975 meilleur buteur du championnat, avec respectivement treize et dix-neuf réalisations.
Appelé par Pelé pour jouer dans les rangs de Cosmos de New York, Lato choisit finalement la Belgique en 1980 et le KSC Lokeren.

### En équipe nationale
Avec l'équipe de Pologne, Lato remporte la médaille de bronze lors de la Coupe du monde de 1974. Il est même le meilleur buteur de la compétition avec sept buts marqués. Il fait partie d’un fameux trio, avec ses coéquipiers Kazimierz Deyna et Andrzej Szarmach, qui marque quatorze buts pour la sélection.
Il a aussi participé à la Coupe du monde de 1982, pendant laquelle l'équipe de Pologne a terminé à nouveau à la troisième place.
Lato a remporté une médaille d’or pendant les Jeux olympiques de 1972 et une médaille d’argent pendant les Jeux olympiques de 1976. Entre 1971 et 1984, Lato a joué 100 matchs internationaux et a marqué 45 buts (dont 95 matchs et 42 buts officiels, deuxième meilleur buteur de Pologne après Włodzimierz Lubański).

### Palmarès

#### En club
- Champion de Pologne : 1973 et 1976 avec Stal Mielec
- Vice-champion de Pologne en 1975 avec Stal Mielec
- Finaliste de la Coupe de Pologne en 1976 avec Stal Mielec
- Vainqueur de la Ligue des champions de la CONCACAF en 1983 avec CF Atlante
- Vice-champion de Belgique en 1981 avec KSC Lokeren

#### En sélection
- Pologne :
  - Troisième lors des Coupe du monde 1974 et Coupe du monde 1982 avec la Pologne
  - Médaille d’or lors des Jeux olympiques de 1972 avec la Pologne
  - Médaille d’argent lors des Jeux olympiques de 1976 avec la Pologne

#### Récompenses individuelles
- Soulier d'or de la Coupe du monde de football de 1974
- Meilleur buteur du Championnat de Pologne : 1973 et 1975
- Footballeur polonais de l'année en 1977 et 1981

## Carrière politique
Grzegorz Lato a été sénateur de 2001 à 2005, avec le parti de l'Alliance de la gauche démocratique.

## Carrière entraîneur
- Stal Mielec
- Olimpia Poznan
- Amica Wronki
- Widzew Lodz